# Локальная война
Локальная война (от лат. localis «местный») — военные действия между двумя и более государствами, ограниченные по политическим целям интересами участвующих в военных (боевых) действиях между государствами, а по территории — небольшим географическим регионом, как правило, находящимся в границах одной из противоборствующих сторон.
Иногда в качестве синонимов употребляются понятия «ограниченная война», «малая война» и «конфликт низкой интенсивности»
Первые случаи классификации некоторых военных действий как «малых/локальных войн» относятся ещё к XIX веку. Однако широкое внедрение этого понятия произошло лишь во второй половине XX века в связи с развитием ядерного оружия, применение которого было недопустимо в небольших конфликтах. В 1960 году термин был официально применён в военной доктрине США, рассматривающую его как любой конфликт в рамках одного театра военных действий. Позже понятие «локальная война» появилось и в военной доктрине СССР, которая причисляла к ним военные действия между отдельными государствами или государствами и народами борющимися за независимость, а также гражданские войны.
Согласно военной доктрине России от 2000 года, локальная война является наименьшей по масштабам современной войной.
Локальная война, как правило, является частью регионального этнического, политического, территориального или иного конфликта. В рамках одного регионального конфликта может быть заключён целый ряд локальных войн (в частности, за время арабо-израильского конфликта на 2009 год произошло уже несколько локальных войн).

## Особенностилокальных войн
Ряд источников выделяет следующие особенности локальных войн:
- Ограниченность[8]:
  - По политическим целям — цели ведения боевых действий известны до их начала. После достижения этих целей одной из сторон, она изъявляет желание прекратить войну.
  - По территории — боевые действия ведутся на ограниченном участке территории, как правило — в границах одной или обеих враждующих сторон.
  - По применяемым средствам — в боевых операциях задействуются не все имеющиеся в наличии у сторон (или у одной из сторон) вооружения. Как правило, не применяется оружие массового поражения, но известны случаи локальных войн с применением такого оружия.
- Государственность сторон конфликта[2] — в боевых действиях участвуют регулярные вооружённые силы обеих враждующих государств (в том числе непризнанных и частично признанных государств). Таким образом, к локальным войнам не относятся противопартизанские (контртеррористические) операции, проводимые властями государства на своей территории без вмешательства других государств.
- Неуправляемость[8] — военные действия не могут быть остановлены лишь политической волей одной из сторон конфликта.

При этом многие локальные войны имеют склонность к перетеканию в региональные войны — одним из примеров является война в Персидском заливе, которая начиналась как локальная война между Кувейтом и Ираком, но после вмешательства многонациональных сил во главе с США значительно расширилась как по сторонам конфликта (в конфликте в той или иной мере участвовали 44 государства), так и по территории и по применяемым вооружениям.

## Локальная войнаи вооружённый конфликт
В широком смысле слова понятие «вооружённый конфликт» включает в себя любые военные действия, вплоть до мировых войн и, соответственно, локальная война является частным случаем вооружённого конфликта в широком смысле слова. Позиция о эквивалентности понятий «вооружённый конфликт» и «война» так же изложена в военной доктрине Российской Федерации
Однако понятие вооружённый конфликт часто употребляется в более узком смысле, когда оно обозначает управляемые, ограниченные по целям, территории и применяемым средствам военные действия. В этом случае понятия локальная война и вооружённый конфликт близки по смыслу.
Относительно взаимной связи понятий вооружённый конфликт и локальная война существует несколько мнений:
- Некоторые исследователи указывают, что основополагающим различием между конфликтом и войной является критерий управляемости. В этом случае конфликт определяется как частично управляемый процесс, а война — как полностью неуправляемый[8].
- Ряд авторов полагает вооружённый конфликт как военные действия меньшей интенсивности и с большими ограничениями по применяемым вооружениям, нежели локальная война. В этом случае вооружённый конфликт выступает своеобразной прелюдией к локальной войне[9].
- Часть источников считает основным формальным отличием локальной войны от вооружённого конфликта участие в боевых действиях регулярных войск с обеих сторон, а также обязательную государственность участников войны[10].

## Список литературы
- Под ред. И. Е. Шаврова. Локальные войны: история и современность. — М.: Воениздат, 1981. — 304 с.
- В. Барынькин. Локальные войны на современном этапе: характер, содержание, классификация // Военная мысль : Военно-теоретический журнал. Печатный орган Министерства обороны Российской Федерации. — М.: Редакционно-издательский центр МО РФ, 1994. — № 6. — С. 7-11. — ISSN 0236-2058.

- А. Усиков, В. Яременко. Анатомия „малых войн“. — Независимое военное обозрение. — 1998. — Т. № 4. — С. 4.
- Thomas, James A. Limited War: The theory and the practice. // Military Review. — February 1973. — Vol. 53 — No. 2 — P. 75-82 — ISSN 0026-4148.